# بحيرة واتسون
بحيرة واتسون هي واحدة من خزانين في وديان الجرانيت، خارج بريسكوت بولاية أريزونا، التي تشكلت في وقت مبكر عام 1900 عندما قامت منطقة وادي الري تشينو ببناء سد على رافد الجرانيت. مدينة بريسكوت اشترت الخزان والأراضي المحيطة بها في عام 1997 للحفاظ على أن نكون أراضي ترفيهية. متسلقي الصخورالمحليين استخدمو منحدرات الجرانيت المتاخمة للبحيرة.

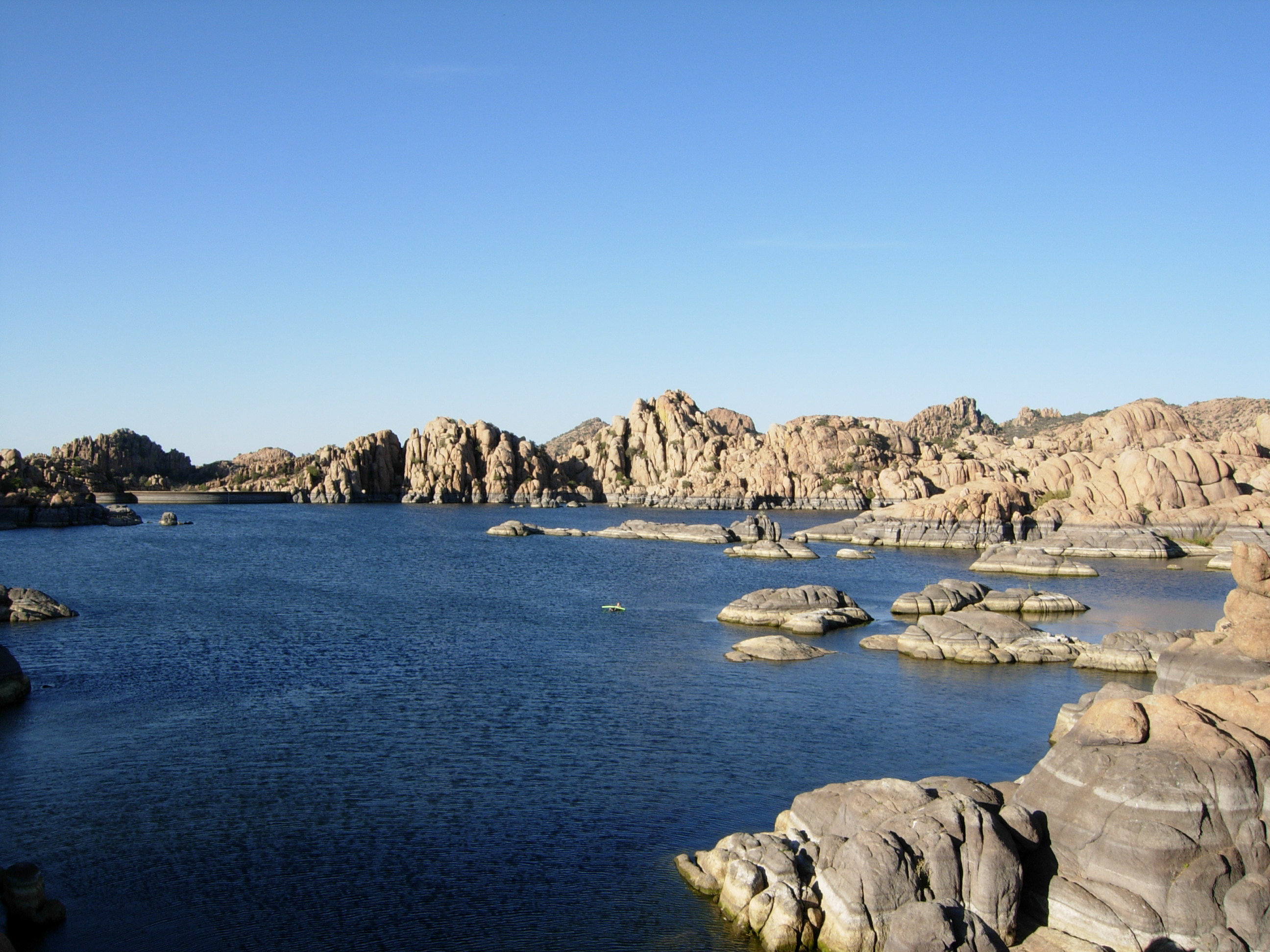
بحيرة واتسون

## وصلات خارجية
- U.S. Geological Survey Geographic Names Information System: Watson Lake
- Arizona Boating Locations Facilities Map
- Arizona Fishing Locations Map
- Video of Watson Lake

‌